# Relations entre la Corée du Nord et les États-Unis
Les relations  entre la Corée du Nord et les États-Unis sont principalement marquées par la guerre de Corée (1950-1953) et par les soupçons américains au sujet du programme nucléaire nord-coréen. Le gouvernement nord-coréen tend à vouloir normaliser ses relations avec les États-Unis, souhait tempéré par la perception d'une attaque militaire américaine imminente.
La Suède agit en tant que puissance protectrice des intérêts des États-Unis en Corée du Nord pour les affaires consulaires, du fait que la Corée du Nord et les États-Unis n'ont pas de relations diplomatiques officielles. Les États-Unis réclament l'abandon par la Corée du Nord de son programme nucléaire comme préalable à tout dialogue.

## Histoire des relations américano-nord-coréennes
Depuis la guerre de Corée ayant pris fin en 1953, les tensions restent fortes entre les deux États et l'administration Obama poursuit la politique étrangère de l'administration Bush vis-à-vis de la Corée du Nord. Les États-Unis souhaitent une dénucléarisation de la péninsule coréenne et ont condamné les agissements nord-coréens lors des essais nucléaires de 2006, de 2009 et de 2013.
Des pourparlers à six concernant le programme nucléaire nord-coréen, réunissant la république populaire de Chine, la Corée du Sud, la Corée du Nord, les États-Unis, la fédération de Russie et le Japon ont été mis en place en 2006, à la suite du retrait de la Corée du Nord du traité sur la non-prolifération des armes nucléaires (TNP) en 2003. Ceux-ci se révèlent toutefois en grande partie infructueux.
Le 11 octobre 2008, les États-Unis retirent la Corée du Nord de leur liste des États soutenant le terrorisme à la suite des efforts de Kim Jong-il pour reprendre le désarmement de son programme nucléaire. L'incident de Baengnyeong, lors duquel la corvette Cheonan (PCC-772 천안) de la Marine de la république de Corée (Corée du Sud) fut coulée et le bombardement de l'île de Yeonpyeong en 2010, marquent toutefois un regain de tension entre les deux États. La tentative de lancement du satellite Kwangmyŏngsŏng 3, prévu pour marquer le centenaire de la naissance de Kim Il-sung, le fondateur de la Corée du Nord, a également été condamné par le gouvernement américain, craignant qu'il s'agissait en réalité d'un essai balistique.
Les relations américano-nord-coréennes sont également tendues par l'emprisonnement de deux journalistes américaines de Current TV le 17 mars 2009, Euna Lee et Laura Ling, qui furent arrêtées près de la frontière sino-nord-coréenne alors qu'elles tournaient un documentaire sur le trafic des femmes. Elles ont été depuis libérées par la Corée du Nord.
Le 30 mars 2013, la Corée du Nord a annoncé sa décision d'entrer en conflit avec la Corée du Sud et a ajouté qu'il pourrait y avoir des représailles pour les États-Unis si ceux-ci s'interposaient. Le 16 juin, la Corée du Nord propose finalement aux États-Unis des négociations afin d'apaiser les tensions dans la péninsule coréenne.
En octobre 2013, les États-Unis décident de déployer un second radar d'alerte au Japon, à Kyoto, et d'augmenter le nombre de missiles antimissiles basés en Alaska. Le 6 avril 2014, à la suite de l'envoi de deux missiles balistiques de moyenne portée par la Corée du Nord, les États-Unis annoncent envoyer au Japon deux navires en plus des cinq déjà présents, équipés de système antimissile.

## Première présidence de Donald Trump
Le 14 avril 2017, les États-Unis envoient un groupe aéronaval face à la Corée du Nord. Le 1er mai 2017, le président américain Donald Trump se disait prêt à rencontrer en tête-à-tête son homologue nord-coréen Kim Jong-un si les conditions le permettaient afin de désamorcer la crise nucléaire dans la péninsule.
Le 26 juin 2017, le président américain appelle  « à s'occuper rapidement du dossier nord-coréen et de la menace que représente ses programmes nucléaire et balistique » Il estime que « le régime nord-coréen est la source d'énormes problèmes ». L'arrêt de ces programmes est l'une de ses priorités et il compte sur l'influence chinoise afin de freiner les nord-coréens. La mort d'Otto Warmbier, étudiant américain rapatrié aux États-Unis dans le coma après 18 mois de détention en Corée du Nord, a accentué les tensions entre les deux pays. Donald Trump a qualifié cette affaire de « scandale absolu » les autorités nord-coréennes dénonçant pour leur part « une campagne de diffamation américaine ». Le 27, l'agence de presse officielle nord-coréenne qualifie « la politique du président américain de nazisme du XXIe siècle » en référence au slogan America First symbolisant selon elle « la domination mondiale au travers de moyens militaires, comme ce fut le cas pour le concept d'occupation mondiale de Hitler ».
Le 30 juin, lors de sa rencontre avec le président sud-coréen, Moon Jae-in, à la Maison-Blanche, le président américain a affirmé que « la patience stratégique avec le régime nord-coréen est terminée » le qualifiant de « régime qui n'a aucun respect pour la vie humaine, la sécurité de son peuple et de ses voisins ». Il a  ajouté que « les programmes nucléaire et balistique de ce régime exigent une réponse déterminée ». Il a déclaré aussi que les États-Unis travaillaient « étroitement avec la Corée du Sud et le Japon, ainsi qu'avec [ses] partenaires dans le monde, sur un ensemble de mesures diplomatiques, sécuritaires et économiques pour protéger [ses] alliés et [ses] propres citoyens contre cette menace ».
Le 5 juillet, après  le tir d'un missile balistique intercontinental la veille, jour de la fête nationale américaine, Donald Trump a tweeté « Est-ce que ce gars n'a rien de mieux à faire de sa vie ? » en référence à Kim Jong-un et « promis à la Corée du Nord une réponse sévère » à la suite d'un appel conjoint avec la France à de nouvelles sanctions contre Pyongyang et à la tenue d'une réunion du Conseil de sécurité des Nations unies. L'ambassadrice américaine à l'ONU, Nikki Haley, a déclaré « que l’une des options résidait dans la force militaire américaine »,,.
En septembre 2017, des exercices militaires conjoints ont lieu dans la région entre les États-Unis et la Corée du Sud. Le 18 septembre 2017, des bombardiers américains survolent les côtes de la Corée du Nord. Début septembre, l’ambassadrice des États-Unis à l’ONU, Nikki Haley, avertit la Chine que les États-Unis pourraient envahir la Corée du Nord. 
En mars 2018, les présidents américain et nord-coréen ont accepté de se rencontrer pour un sommet historique, qui se tiendra au mois de juin,. Une annonce qui intervient dans le sillage du réchauffement des relations entre les deux Corées entrevu lors des JO d'hiver, qui se sont tenus à Pyeongchang (Corée du Sud) un mois plus tôt.
Le 12 juin 2018, Donald Trump et Kim Jong-un se rencontrent pour la toute première fois lors du sommet entre les deux pays qui s'est tenu sur l'île de Sentosa à Singapour. À cette occasion, les deux dirigeants signent une déclaration commune dans laquelle, entre autres, les deux pays s'engagent à établir de nouvelles relations diplomatiques pour la paix et la prospérité.
En février 2019, l'ambassade de la Corée du Nord à Madrid est attaquée par une dizaine d'assaillants, dont certains seront identifiés comme liés à la CIA. Des ordinateurs sont dérobés et les huit personnes qui étaient présentes dans la légation sont frappées et interrogées. Selon les sources citées par le quotidien El Pais, l'objectif de cet assaut « était d'obtenir des informations sur Kim Hyok Chol », ambassadeur de Corée du Nord en Espagne.jusqu'en septembre 2017 et devenu émissaire pour les relations avec les États-Unis.

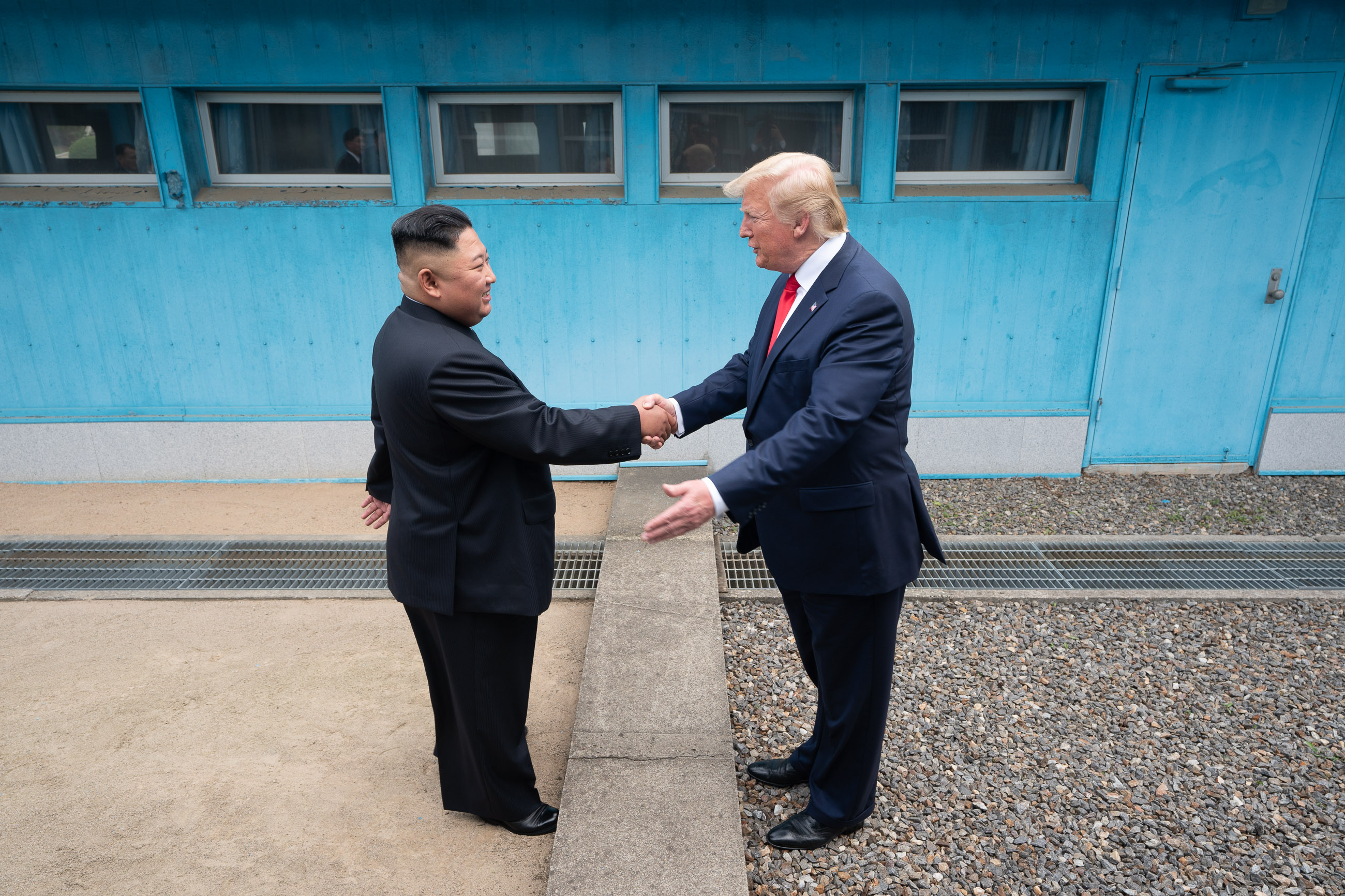
Poignée de main à la frontière entre les deux Corées.

Le 30 juin 2019, les deux chefs d'État se rencontrent une nouvelle fois. La rencontre se tient à la frontière entre la Corée du Nord et la Corée du Sud dans la zone démilitarisée à Panmunjeom. À cette occasion, le président Trump traverse symboliquement la frontière à l'invitation de Kim Jong-un.